# Полонский, Сергей Юрьевич
Серге́й Ю́рьевич Поло́нский (род. 1 декабря 1972, Ленинград, РСФСР, СССР) — российский предприниматель, владелец и руководитель в 2004—2011 годах одной из крупнейших девелоперских компаний «Миракс Групп». До мирового финансового кризиса 2008 года был одним из богатейших людей России. Один из инициаторов создания и первый вице-президент Ассоциации строителей в России. По состоянию на 2011 год является акционером и инвестором ряда коммерческих структур, объединённых в холдинг Potok (Поток), ранее именовавшийся ООО «Nazvanie.net».
С июня 2013 года в отношении Полонского в России расследовалось уголовное дело по обвинению в мошенничестве и хищении денежных средств граждан, судом вынесено постановление о его заочном аресте. 17 мая 2015 года Полонского депортировали из Камбоджи в Россию, где он был помещён в московский следственный изолятор «Матросская тишина». 12 июля 2017 года Пресненский суд Москвы приговорил Полонского к пяти годам колонии общего режима по делу о мошенничестве. В итоге бизнесмен был освобождён в зале суда в связи с истечением срока давности.

## Биография
Сергей Полонский родился 1 декабря 1972 года в Ленинграде, учился в одной из городских школ на Петроградской стороне.
В 1984 году он с семьёй переехал на Украину в город Горловку, где окончил в 1989 году среднюю школу № 99. Был призван в ряды Вооружённых Сил СССР в Воздушно-десантные войска. В 1990—1992 годах проходил срочную службу в 21-й отдельной десантно-штурмовой бригаде, расквартированной в Кутаиси, на зенитной установке ЗУ-23-2 зенитно-ракетной батареи. Бригада в тот период участвовала в вооружённом конфликте в Нагорном Карабахе .

## Образование
В 2000 году окончил Санкт-Петербургский государственный архитектурно-строительный университет. Получил квалификацию экономиста-менеджера по специальности «Экономика и управление на предприятии строительства».
Кандидат экономических наук (2002). В 2007 году защитил кандидатскую диссертацию по теме «Формирование функциональных стратегий материально-технического снабжения строительного производства».

### Личная жизнь
Полонский 12 лет состоял в фактическом браке с Ольгой Дерипаско. 1 июня 2016 года они поженились в СИЗО № 1 города Москвы.
От прежней жены Юлии Дрынкиной, специалиста по йоге, имеет троих детей — дочерей Марусю и Аглаю, сына Миракса, которому Полонский дал имя в честь своей компании. Также у Полонского есть старший сын Станислав, проживающий в Петербурге.

## Строительная деятельность

### «Строймонтаж»
В 1994 году в возрасте 22 лет Полонский вместе со своим другом Артуром Кириленко создал и возглавил новую Санкт-Петербургскую строительно-отделочную компанию ООО «Строймонтаж». Изначально планировалось, что компания будет заниматься отделкой и продажей квартир. Однако вскоре Полонский и Кириленко взяли недостроенный проект и довели его до конца. В 1996 году компания «Строймонтаж» получила первый контракт, завершив проект многоквартирного дома в Санкт-Петербурге для компании «Ленэнерго». К концу девяностых годов компания «Строймонтаж» являлась одним из крупнейших игроков на рынке недвижимости Санкт-Петербурга.

### Миракс Групп
В 2000 году «Строймонтаж» под руководством Сергея Полонского вышел на московский рынок недвижимости. В 2004 году московское подразделение компании «Строймонтаж», которым руководил Сергей Полонский, провело ребрендинг и стало называться «Миракс Групп». Артур Кириленко возглавил «Строймонтаж» в Санкт-Петербурге. Каждый из них владел по 10 % акций компаний друг друга, пока в 2009 году они не продали друг другу свои доли. «Строймонтаж», отошедший Кириленко, не пережил кризиса и конфликта с «Балтийским банком» и с 2010 года был признан банкротом. Конфликт сопровождался возбуждением уголовного дела и объявлением Кириленко в федеральный розыск. Спустя год уголовное дело было прекращено за отсутствием состава преступления. Перед банкротством «Строймонтаж» успел завершить все проекты, сдать 13 тыс. квартир и выполнить обязательства перед всеми дольщиками. По состоянию на лето 2015 года конкурсное производство и ликвидация «Строймонтажа» завершены, а все долговые претензии, в том числе и лично к Кириленко, урегулированы.
«Миракс Групп» работала на рынках недвижимости России, Украины, Камбоджи, Черногории, США, Швейцарии, Великобритании, Турции, Вьетнаме, Франции. В портфеле компании на ноябрь 2008 года находилось проектов общей площадью более 12 млн м². Доходы компании оценивались в 1,65 млрд долларов с чистой прибылью 616,4 млн долларов.

### Девелоперские проекты

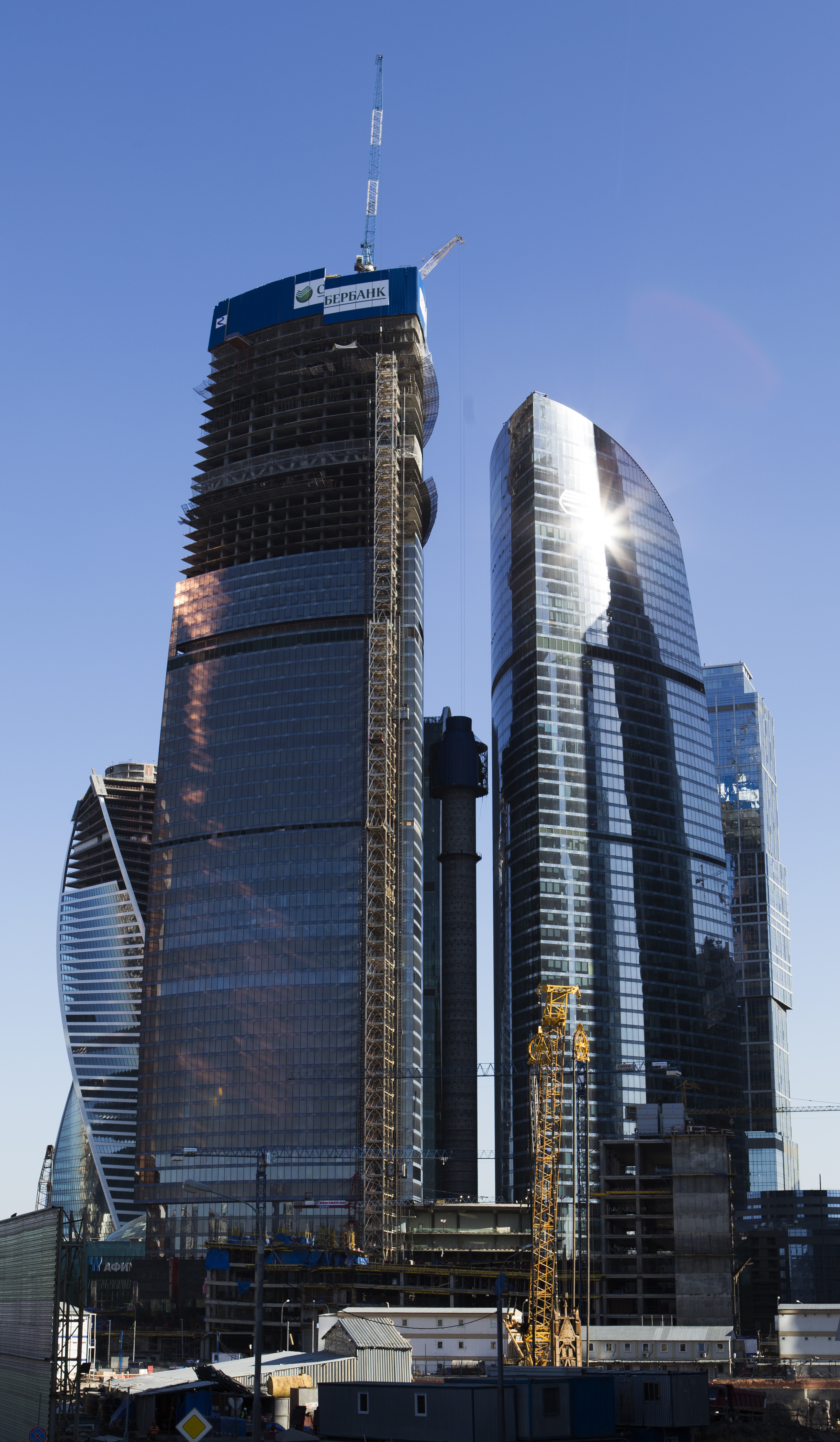
Башня «Федерация» (апрель 2014)

Жилой комплекс «Корона» получил своё название благодаря архитектурному проекту: в плане здание представляет собой корону с тремя лучами. Жилой комплекс «Золотые ключи II» стал вторым проектом команды Полонского. Полонский предложил концепцию «город внутри города», в котором высотные жилые дома соседствовали с коттеджным посёлком «Ы».
В 2004 году Сергей Полонский взялся за реализацию проекта «Башня Федерация», которая впоследствии стала главным символом Mirax Group. Это один из самых высоких небоскрёбов в Европе, построенный в Москве на 13-м участке Московского международного делового центра. Архитектурный проект разработан Сергеем Чобаном совместно с Питером Швегером.
Комплекс представляет собой две башни, возведенных на одном стилобате.
Помимо этого Миракс завершила несколько проектов вне России.

#### Мировой финансовый кризис и реструктуризация
В 2008 году Полонский заявил, что мировой финансовый кризис докатился до российского рынка недвижимости. По словам Антона Черниговского, автора статьи «Демарш Полонского» в «Бизнес-журнале», «его конкуренты с жаром продолжали доказывать, что уж недвижимости в стране точно ничто не угрожает. Но буквально через пару месяцев им пришлось забирать свои слова обратно, в спешном порядке приостанавливать проекты и латать финансовые дыры».

## Конфликты и судебное преследование

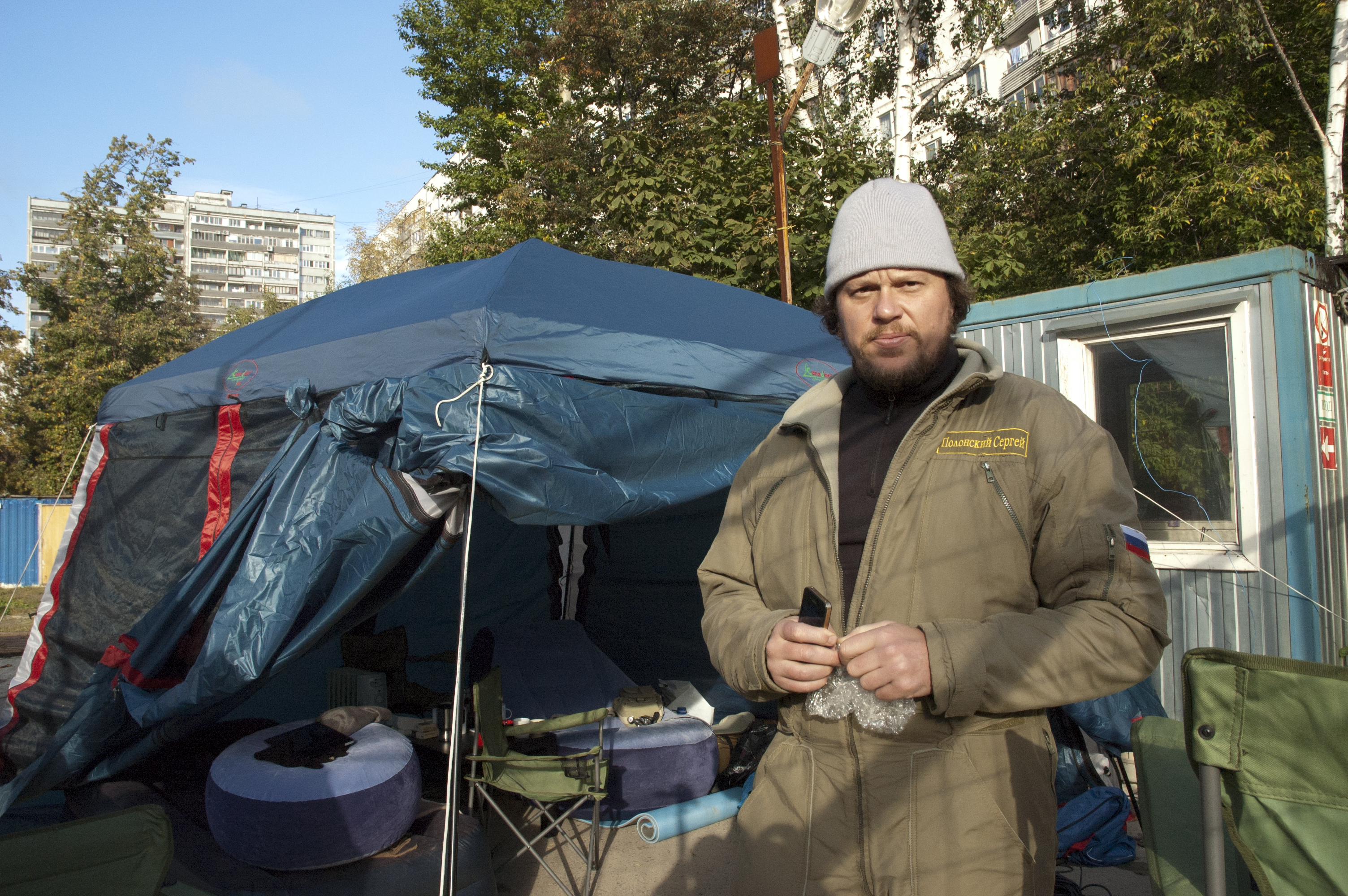
На стройплощадке «Кутузовской мили»

23 сентября 2011 года сотрудники ЧОП «Витязи-Р», действуя по заказу ЗАО «ФЦСР» («Федеральный центр социального развития»), которое контролируется Аркадием и Борисом Ротенбергами, на основании имеющегося у них на руках решения Правительства Москвы пытались установить контроль над строительной площадкой.
Строительство жилого комплекса «Кутузовская миля» вёлся на основании контракта между генеральным инвестором проекта компанией ФЦСР c правительством Москвы от 2002 года. В 2005 из-за того, что ФЦСР был не в состоянии выполнить принятые на себя обязательства и сдать проект в установленные сроки, правительство г. Москвы в лице Ресина В. И. и Росляка Ю. В. обратилась к Mirax Group с просьбой включиться в работу в качестве инвестора. 28 марта 2005 года между компаниями корпорации «Mirax-Group» и ЗАО «ФЦСР» Инвестиционный договор № 1 (ИД1). «Mirax Group» по договору была предоставлена ООО «Аванта» (95 % инвестиций) и ООО «Авалон Инвест» (5 % инвестиций). По версии Полонского, от этой компании в проект было инвестировано около 2,5 млрд рублей (по судебному иску — 2,5 млрд рублей и 1,5 млрд рублей процентов за пользование денежными средствами). Однако затем началась ликвидация Mirax Group, и контракт с ней правительством Москвы был расторгнут в январе 2010 года, при этом стройка фактически остановилась ещё в марте 2009 года (по версии Полонского из-за споров между ФЦСР и Mirax Group). Незадолго до попытки установления контроля над объектом ООО «Аванта» договорилась с МСМ-5 о завершении строительства объекта. Однако в ноябре 2009 года без всяких предупреждений ЗАО «ФЦСР» направило в «Mirax-Group» уведомление об одностороннем расторжении ИД-1, отрезав тем самым все возможные пути отправки инвестиций на застройку. Также Полонский пытался через суд взыскать с ФЦСР инвестированные в объект средства за работы по договору.
В знак протеста против действий властей Москвы Полонский объявил голодовку, продолжая при этом круглосуточно находиться на строительной площадке.
По инициативе дольщиков в сентябре 2012 года ГСУ ГУ МВД по Москве возбудило уголовное дело в отношении «неустановленных сотрудников» компании Mirax Group. Позже обвиняемым стал Полонский. Россия объявила его в международный розыск.

### Арест в Камбодже
В конце 2012 года Полонский и ещё два россиянина — Константин Баглай и Александр Карачинский — были арестованы полицией Камбоджи. Они подозревались в том, что незаконно лишили свободы камбоджийских моряков и капитана судна, принадлежащего Полонскому, а потом выбросили их за борт. Баглай и Карачинский были вскоре освобождены. 3 апреля 2013 года Полонский был освобождён из тюрьмы после трёхмесячного пребывания в ней под залог и подписку о невыезде. По данным СМИ, через несколько дней Полонский бежал из Камбоджи сначала в Швейцарию, а затем в Израиль. В последствии адвокаты Полонского сообщили, что он был задержан по запросу об экстрадиции с российской стороны. Подтвердилась и та информация, что Полонский на момент проживания в Камбоджи имел действующую визу.

### Интерпол, попытки экстрадиции в Россию и дальнейшее снятие претензий.
14 июня 2013 года Следственный комитет РФ заочно обвинил Полонского в мошенничестве и хищении 5,7 миллиарда рублей у дольщиков ЖК «Кутузовская миля». Тверской районный суд города Москвы по ходатайству СК РФ вынес заочное решение об избрании в отношении Полонского меры пресечения — содержание под стражей. 13 августа 2013 года объявлен в международный розыск. 5 ноября 2013 года на сайте «Интерпол» в разделе «Розыск» появилась фотография и личные данные Полонского. Там же указано, что Полонский обвиняется в мошенничестве в особо крупном размере. 11 ноября Полонский был задержан правоохранительными органами Камбоджи, содержался в тюрьме строгого режима Прей Сар, расположенной на окраине Пномпеня.
13 января 2014 года освобождён, суд не нашёл оснований для экстрадиции в Россию.

## Открытое письмо Михаилу Прохорову
21 апреля 2012 года Полонский в своем блоге обратился с открытым письмом к Михаилу Прохорову, который входит в ОАО «РБК» (51 % контролируют структуры Прохорова): «Когда Вы купили медиа-холдинг РБК, я понадеялся, что СМИ, входящие в холдинг станут более объективным. К сожалению, смена руководства не отразилась на ситуации — последовали новые порции информационной грязи и лжи. Тогда я позвонил Вам лично, но Вы мне сказали, что никоим образом не вмешиваетесь в редакционную политику, и что РБК даже о ваших компаниях пишет в негативном ключе. За такой демократичный подход к руководству своими СМИ я стал уважать Вас с того момента ещё больше». Это письмо за подписью Полонского было отправлено как в приемную Прохорова, так и в сам холдинг РБК из-за вышедшей на сайте издательства статьи, носящей, по мнению Полонского, откровенно заказной характер.

### Обвинения в мошенничестве в особо крупном размере при строительстве ЖК «Кутузовская миля» и «Рублёвская Ривьера»
Сразу по прибытии в Москву из Камбоджи Полонского доставили в СИЗО. Защита предложила ему пойти на самостоятельно достигнутую со следователями досудебную сделку, связанную с частичным признанием вины, в обмен на досудебную меру пресечения, не связанную с заключением под стражу, однако Полонский от этой инициативы адвокатов отказался.
23 октября 2015 года Полонскому было предъявлено окончательное обвинение по ч. 4 ст. 159 УК РФ (хищение чужого имущества с причинением материального ущерба в особо крупном размере).
12 июля 2017 года Полонский был признан виновным «по делу о хищении более 2,6 миллиарда рублей при строительстве жилья» и ему было назначено наказание в виде 5 лет лишения свободы, однако сразу же после этого суд постановил освободить Полонского переквалифицировав дело в предпринимательскую статью.

## Общественная деятельность
- В марте 2008 года отказался от защиты докторской диссертации перед Высшей аттестационной комиссией и организовал общественную защиту в своем блоге[9].

### Несостоявшийся полёт в космос
В 2004 году Полонский готовился совершить космический полёт на МКС в качестве туриста и прошёл полный цикл подготовки по программе космонавтов, но полёт не состоялся по причине того, что кандидатура бизнесмена была отклонена по медицинским показаниям. Специалисты ИМБП пришли к выводу, что рост и вес Полонского «превышают установленную норму, поэтому могут возникнуть трудности и с использованием скафандра и ложемента корабля».

### Кандидат в президенты РФ
В ноябре 2016 года Сергей Полонский, ещё находясь под арестом, заявил, что намерен участвовать в выборах президента Российской Федерации в 2018 году.
В ноябре 2017 года Сергей Полонский подтвердил своё намерение. Он хотел построить в Крыму «новый город, который будет принадлежать не Российской Федерации, а всем странам мира»; закрыть все тюрьмы в стране и освободить от лишения свободы всех осужденных за ненасильственные преступления; наладить отношения с США. Полонский считал, что длительное пребывание за пределами РФ и вынесенный судебный приговор не помешают ему баллотироваться.
В декабре 2017 года Сергей Полонский открыл виртуальные предвыборные штабы и заявил о намерении провести сбор электронных подписей в поддержку своего выдвижения. 25 декабря 2017 года Полонскому было отказано в регистрации из-за недостаточного числа избирателей в инициативной группе и непредоставлении ряда документов.

## Неординарные поступки и высказывания
Полонский прославился своими эксцентричными поступками. Весной 2008 года, за полгода до финансового кризиса, Полонский привлёк внимание общественности, публично произнеся на частном приёме: «У кого нет миллиарда, могут идти в жoпу!». По одним данным, эта фраза была окончанием рассказанного Полонским анекдота, по другим — так Полонский ответил на вопрос, кого пускать на свою частную вечеринку в Ницце. Летом 2008 года он запретил использовать факсимильные аппараты в своей компании, поскольку Полонский счёл их устаревшей технологией. В том же году Полонский объявил о том, что съест свой галстук, если цены на элитные квартиры не вырастут более чем на 25 % через полтора года; он ошибся в прогнозе и съел кусочек галстука на телешоу в 2011 году.
В октябре 2011 года журнал Forbes назвал Полонского в числе девяти самых необычных российских бизнесменов, чудаков и эксцентриков. С 2012 по май 2015 года Полонский жил на собственном острове в Камбодже.